# Hemopsis
Hemopsis là một chi bướm đêm thuộc họ Crambidae.

## Các loài
- Hemopsis angustalis (Snellen, 1890)
- Hemopsis dissipatalis (Lederer, 1863)